# The Ides of March (band)
The Ides of March is een Amerikaanse rockband die in 1964 werd opgericht.

## Geschiedenis
The Ides of March begon in Berwyn (Illinois) (een bijna westelijke buitenwijk van Chicago) op 16 oktober 1964 als de vierkoppige band The Shondels. Hun eerste plaat Like It Or Lump It werd in 1965 uitgebracht bij hun eigen label Epitome. In 1966, na het veranderen van hun naam in The Ides of March (een naam gesuggereerd door bassist Bob Bergland na het lezen van Julius Caesar van Shakespeare op de middelbare school), bracht de band hun eerste single You Wouldn't Listen uit bij Parrot Records. Het nummer bereikte nummer 7 bij WLS Chicago op 17 juni 1966 en nummer 42 in de Billboard Hot 100 van 23-30 juli 1966. Deze plaat en de opvolgers (allemaal pre-Vehicle) zijn opnieuw uitgebracht op de cd Ideology bij Sundazed Records.
Begin 1967 kwam trompettist Steve Daniels bij de band. Hij werd eind 1969 opgevolgd door de twee blazers John Larsen en Chuck Soumar, met Bergland vaak dubbel op tenorsaxofoon.
Ray Herr, een folkzanger die optrad met de andere lokale band The Legends of Time, voegde zich bij de Ides als alternatieve leadzanger (naast Peterik) en ritmegitarist. Hierdoor kon Peterik zich concentreren op leadgitaar. Herr verscheen voor het eerst op Girls Don't Grow on Trees in 1967.
Net als The Cryan' Shames van Columbia Records hadden ze lokaal succes in de omgeving van Chicago zonder veel steun van het label. In tegenstelling tot The Cryan' Shames, die drie albums bij Columbia uitbrachten, heeft Parrot Records nooit een album gepland voor The Ides of March.

### Successen
Nadat ze in 1970 een platencontract bij Warner Bros. Records hadden gekregen, bracht de band het nummer Vehicle uit, dat naar verluidt de snelst verkopende single in de geschiedenis van Warner werd. Veertien seconden van de voltooide Vehicle-mastertape (voornamelijk de gitaarsolo) werden per ongeluk gewist in de opnamestudio. De ontbrekende sectie is afgehaald van een eerder weggegooide take.
Het nummer bereikte #2 in de Billboard Hot 100 en #6 bij de bijbehorende Cashbox-lijsten. Het verkocht meer dan een miljoen exemplaren en werd in november 1972 bekroond met een gouden schijf. Het volgende album Vehicle bereikte nationaal nummer 55.
De band toerde in 1970 uitgebreid ter ondersteuning van vele topacts, waaronder Jimi Hendrix, Janis Joplin en Led Zeppelin. The Ides of March behoorden ook tot de deelnemers aan de Festival Express-treinreis, gedocumenteerd in een film uit 2003, hoewel ze niet in de film te zien waren.
In de zomer van 1970 werd Ray Herr gedwongen de band te verlaten om zijn status te onderzoeken bij de plaatselijke dienstplichtselectie. Hij veranderde zijn naam in Ray Scott en formeerde de kortstondige band Orphanage voordat hij naar Nashville verhuisde om een carrière in de countrymuziek na te streven.
In 1971 bracht de band hun tweede album Common Bond uit. De aanbevolen single was LA Goodbye en stond vijf weken op nummer 1 in de regionale hitlijsten, nummer 2 bij WCFL Chicago, nummer 5 bij WLS Chicago, maar slechts nummer 73 in de Billboard Hot 100.
In 1972 verhuisde de band naar RCA Records en bracht World Woven uit. Op dit punt verliet de band het kopergeluid (hoewel één nummer een enkele trompet bevatte) en het album produceerde geen hitsingles.
In 1973 kwam het album Midnight Oil uit. De band speelde in november zijn laatste show van hun eerste tijdperk op de Morton West High School in Berwyn.

### Splitsing
Tussen 1973 en 1990 nam The Ides of March een langere pauze, waarin Jim Peterik de band Survivor mede oprichtte en al hun platinahits schreef, waaronder Eye of the Tiger, The Search Is Over, High on You en I Can't Hold Back.
Hij begon ook een carrière in het schrijven van samenwerkingen, wat resulteerde in vele platinahits voor andere artiesten, met name Hold on Loosely, Rockin' Into The Night, Caught Up in You, Fantasy Girl en Wild-Eyed Southern Boys voor .38 Special en Heavy Metal voor Sammy Hagar.

### The Ides And Shames Union
In 1974 wilden Larry Millas en Chuck Soumar weer gaan toeren. Met de hulp van Colombia Records promomannen Dave Remidi en John Galobish, werd voormalig leadzanger van The Cryan Shames Tom 'Toad' Doody gecontacteerd. Met de toevoeging van Don Melton op piano en John Pavletic op leadgitaar, werd deze nieuwe lichting The Ides And Shames Union genoemd. Ze toerden ongeveer een jaar onder deze naam en breidden de band vervolgens uit met voormalig Shames-lid Jim 'Hook' Pilster. Snel nam Chuck Soumar afscheid en Ted Kalamatas verving hem op drums. Ted werd al snel vervangen door voormalig Shames-drummer Ronnie Kaplan. Toen vertrok John Pavletic en werd vervangen door voormalig Shames-leadgitarist Jim Fairs. Met de toevoeging van Randy Poiniatowski op hammondorgel veranderde de band haar naam vervolgens weer in The Cryan Shames. Ze bleven toeren door het midwesten tot eind 1977 en gingen toen uit elkaar.

### Comeback
In 1990 bood Berwyn, de oprichtingsplaats van The Ides, aan om de herenigde band hun 'Summerfaire' te laten headlinen. Het concert werd bijgewoond door meer dan 20.000 toeschouwers en de band keerden terug naar liveoptredens. Het jaar daarop brachten ze hun eerste nieuwe muziek sinds 1973 uit, de cassette-ep Beware - The Ides of March met vier nummers. Trompettist en achtergrondzanger Chuck Soumar wordt vermeld als de eerste verantwoordelijke voor het herenigen van de band.
In 1992 werd het album Ideology uitgebracht met heropnamen van Vehicle en You Wouldn't Listen, plus nieuw materiaal.
In 1997 werd het vijfnummerige album Age Before Beauty uitgebracht, met een instrumentale versie van Vehicle en een nieuwe versie van Roller Coaster. Tegen 1998 schreef en bracht de band Finally Next Year uit om het seizoen van de Chicago Cubs te herdenken. Het lied werd opgenomen op de cd The Cubs' Greatest Hits die werd verkocht in alle Major League-stadions. Het lied werd gebruikt in veel radio- en televisieprogramma's met een Cubs-thema.

### Recente tijden
In 2001 hadden The Ides hun programma uitgebreid en keerden ze terug naar de nationale tournees. De band nam een twee uur durend live optreden op voor XM Satellite Radio in Washington D.C.. Ook werd Vehicle gebruikt voor een uitgebreide nationale reclamecampagne door General Motors.
Het dubbel livealbum Beware: The Ides of March Live legde hun concert vast in het McAninch Center in het College of DuPage in Glen Ellyn, Illinois. Deze liveset werd in 2002 uitgebracht bij Rhino Records. Handmade Records bracht de dubbel-cd Friendly Strangers uit in beperkte oplage van de originele Warner Bros.-opnamen.
In 2004 vierden The Ides of March hun 40-jarig bestaan sinds hun oorspronkelijke oprichting, samen met een reeks multimediashows van Dick Biondi. De uitverkochte show in het Arcada Theatre in St. Charles (Illinois) is te zien op de dvd A Vehicle Through Time.
In 2005 kreeg Vehicle nog meer promotie toen Bo Bice, de nummer twee van American Idol, het nummer drie keer zong in de show. Datzelfde jaar brachten The Ides hun verzamel-cd Ide Essentials uit. Het bevatte eerdere hits (Vehicle en You Wouldn't Listen) en versies van Survivor-nummers, waaronder Eye of the Tiger, High on You en Rebel Girl, evenals nieuw materiaal. Het benadrukte de nieuwe single Come Dancing en een heruitgave van de eerste opname Like It or Lump It.

### Actueel
De Ides zongen hun kerstlied Sharing Christmas voor een grote menigte tijdens de mis om 6 uur in Holy Name Cathedral in Chicago in 2005, op verzoek van de predikant van de kerk, pater Dan Mayall. Ze zongen mee met Dick Biondi en zijn sindsdien blijven optreden tijdens de kerstmis om zes uur in de kathedraal. In totaal zijn er vier kerstliedjes door hen opgenomen en verschenen op het album Sharing Christmas. Exemplaren werden verkocht om geld in te zamelen voor de Thursday Night Suppers van de Holy Name Cathedral.
In 2006 werden de eerste twee albums van The Ides, Vehicle en Common Bond, nationaal opnieuw uitgebracht bij Collector's Choice. Sony BMG heeft Ides of March Extended Play nationaal uitgebracht. Het album werd geselecteerd uit live-opnamen van de band.
In september 2010 wijdde de stad Berwyn Home Avenue tussen Riverside Drive en Cermak Road (de locatie van de J. Sterling Morton High School West, de school die de meeste bandleden bezochten) aan Ides of March Way als eerbetoon aan de band.
Chuck Soumar verliet de band in 2011 om andere interesses na te jagen.
In 2014 vierden The Ides het 50-jarig jubileum van de band. De oorspronkelijke vier leden – Bergland, Borch, Millas en Peterik – spelen nog steeds samen (na Peteriks onderbreking om Survivor te vormen). Ze hebben een retrospectieve boxset voor het 50-jarig jubileum uitgebracht en de dvd Last Band Standing en blijven nieuwe muziek schrijven en opnemen. Tijdens hun jubileumconcert op 27 september 2014 ontvingen ze een onderscheiding van de staat Illinois ter ere van hun prestatie en hun liefdadigheidswerk (de band richtte een studiebeursfonds op in hun alma mater, Morton West High School in Berwyn).
Vanaf 2018 blijft de band toeren, zowel alleen als als onderdeel van de Cornerstones Of Rock-serie, waar ze optreden als huisband voor een verscheidenheid aan bands uit de jaren 1960 in Chicago. In 2019 brachten The Ides Of March een album uit op zowel vinyl als compact disc, ter gelegenheid van hun 55-jarig jubileum. De opname is getiteld Play On en werd uitgebracht bij het label Ides Of March Records.
Op 23 september 2021 vierden The Ides Of March meer dan 57 jaar samen en hun terugkeer naar het toeren na de COVID-19-pandemie, met een concert in The Potawatomi Hotel and Casino in Milwaukee. Met meer dan 4.000 optredens samen sinds 1964 en als een muzikale organisatie die altijd de oorspronkelijke vier leden omvatte, worden The Ides Of March 'The Longest Touring Original Band In Musical History' genoemd.

## Overlijden
Ray Herr (geboren Raymond J. Herr, Jr. op 24 september 1947 in Arlington Heights, Illinois) overleed op 29 maart 2011 in Hainesville, Illinois, op 63-jarige leeftijd aan slokdarmkanker.
John Larson (geboren op 6 november 1949 in Elgin, Illinois) overleed op 21 september 2011 in Warschau, Indiana, aan kanker op 61-jarige leeftijd.

## Bezetting
- Jim Peterik[12] (gitaar, keyboards)
- Ray Herr[13] (percussie)
- Lawrence Millas[14] (gitaar, basgitaar, orgel)
- Robert Bergland[15] (basgitaar, saxofoon)
- John Larson[16] (trompet)
- Chuck Soumar[17] (trompet, percussie)
- Michael Borch[18] (drums)

## Discografie

### Singles
- 1966: You Wouldn't Listen
- 1966: Roller Coaster
- 1970: Vehicle
- 1970: Superman
- 1971: L.A. Goodbye

### Albums
- 1970: Vehicle
- 1971: Common Bond
- 1972: World Woven
- 1973: Midnight Oil
- 1992: Ideology
- 1997: Age Before Beauty
- 2000: Ideology 11.0
- 2002: Beware - The Ides of March Live
- 2005: Ides Essentials
- 2010: Still 19